# 芝久保町
芝久保町（しばくぼちょう）は、東京都西東京市の町。現行行政地名では芝久保町一丁目から芝久保町五丁目の5町が設置されている。住居表示実施済み地区。郵便番号は188-0014。

## 地理
西東京市の西部に位置し、大部分が住宅地である。南から芝久保町一丁目、西武新宿線を挟んで芝久保町二丁目、芝久保町三丁目、青梅街道を挟んで芝久保町四丁目、東京街道を挟んで芝久保町五丁目と並んでいる。青梅街道と東京街道の追分は通称「橋場」で、現在も橋場交差点となっており、関東バスの「田無橋場」及び西武バスの「橋場」停留所がある。
北は東久留米市南町及び新青梅街道を挟んで西原町、東は田無町・南町、南は石神井川を挟んで向台町、西は小平市花小金井南町・同市花小金井に隣接する。

### 河川
- 石神井川

### 面積と人口
丁目毎の面積 、人口と世帯数、および人口密度は以下の通りである。（2018年（平成30年）1月1日現在）
| 丁目           | 面積    | 人口     | 人口     | 人口      | 世帯数     | 人口密度        | 備考 |
| 丁目           | 面積    | 男       | 女       | 計        | 世帯数     | 人口密度        | 備考 |
| -------------- | ------- | -------- | -------- | --------- | ---------- | --------------- | ---- |
| 芝久保町一丁目 | 0.26km2 | 2,883 人 | 2,873 人 | 5,756 人  | 2,379 世帯 | 22,138.5 人/km2 |      |
| 芝久保町二丁目 | 0.24km2 | 2,110 人 | 2,055 人 | 4,165 人  | 1,945 世帯 | 17,354.2 人/km2 |      |
| 芝久保町三丁目 | 0.32km2 | 1,809 人 | 1,769 人 | 3,578 人  | 1,719 世帯 | 11,181.3 人/km2 |      |
| 芝久保町四丁目 | 0.24km2 | 1,883 人 | 1,966 人 | 3,849 人  | 1,718 世帯 | 16,037.5 人/km2 |      |
| 芝久保町五丁目 | 0.29km2 | 1,218 人 | 1,216 人 | 2,434 人  | 1,056 世帯 | 8,393.1 人/km2  |      |
| 計             | 1.35km2 | 9,903 人 | 9,879 人 | 19,782 人 | 8,817 世帯 | 14,653.3 人/km2 |      |

### 小・中学校の学区
市立小・中学校に通う場合、学区は以下の通りとなる。
| 丁目           | 街区 | 小学校                 | 中学校                   |
| -------------- | ---- | ---------------------- | ------------------------ |
| 芝久保町一丁目 | 全域 | 西東京市立上向台小学校 | 西東京市立田無第一中学校 |
| 芝久保町二丁目 | 全域 | 西東京市立芝久保小学校 | 西東京市立田無第一中学校 |
| 芝久保町三丁目 | 全域 | 西東京市立芝久保小学校 | 西東京市立田無第一中学校 |
| 芝久保町四丁目 | 全域 | 西東京市立けやき小学校 | 西東京市立田無第三中学校 |
| 芝久保町五丁目 | 全域 | 西東京市立けやき小学校 | 西東京市立田無第三中学校 |

### 地価
住宅地の地価は、2014年（平成26年）1月1日の公示地価によれば、芝久保町5-5-9の地点で22万2000円/m2となっている。

## 歴史
江戸時代の当地域は芝久保あるいは芝窪と書かれ、大部分が元文元年に検地された新田であった。文化9年絵図では柳久保新田（現在の東久留米市）・野中新田（現在の小平市）に隣接していた。
明治初期に字芝久保が分割され、立川道を境として字北芝久保・字南芝久保となった。
- 1879年（明治12年）5月7日 - 郡区町村編制法下で田無村が町制施行し、神奈川県北多摩郡田無町字北芝久保・字南芝久保となる。
- 1889年（明治22年）4月1日 - 町村制施行に伴い田無町が単独立町。大字は設置されず、神奈川県北多摩郡田無町字北芝久保・字南芝久保のままとなる。
- 1893年（明治26年）4月1日 - 北多摩郡が南多摩郡・西多摩郡とともに東京府へ移管され、東京府北多摩郡田無町字北芝久保・字南芝久保となる。
- 1943年（昭和18年）7月1日 - 東京都制施行により、東京都北多摩郡田無町字北芝久保・字南芝久保となる。
- 1967年（昭和42年）
  - 1月1日 - 田無町が市制施行し、東京都田無市字北芝久保・字南芝久保となる。
  - 10月1日
    - 住居表示実施に伴い、字南芝久保の一部に字上宿・字下宿・字下向台・字柳沢の各一部を合わせて南町が設置される[8]。
    - 住居表示実施に伴い、字南芝久保の一部に字上宿・字下宿・字柳沢・字北原の各一部を合わせて本町が設置される。
    - 住居表示実施に伴い、字北芝久保の一部に字上宿・字下宿・字西原の各一部を合わせて西原町が設置される。
- 1968年（昭和43年）9月1日 - 住居表示実施に伴い、田無市字南芝久保・字北芝久保の各残存部を合わせて芝久保町が設置される[9]。
- 2001年（平成13年）1月21日 - 田無市と保谷市の合併により、西東京市芝久保町となる。

## 交通

### 鉄道
| 隣接する街区の駅                               |
| ---------------------------------------------- |
| 西武新宿線 - 田無駅(SS 17) - 花小金井駅(SS 18) |

西武新宿線が芝久保町一丁目と芝久保町二丁目の境になっているが、町内に駅は無い。最寄り駅は田無町四丁目の田無駅、または小平市花小金井南町一丁目の花小金井駅。

### バス

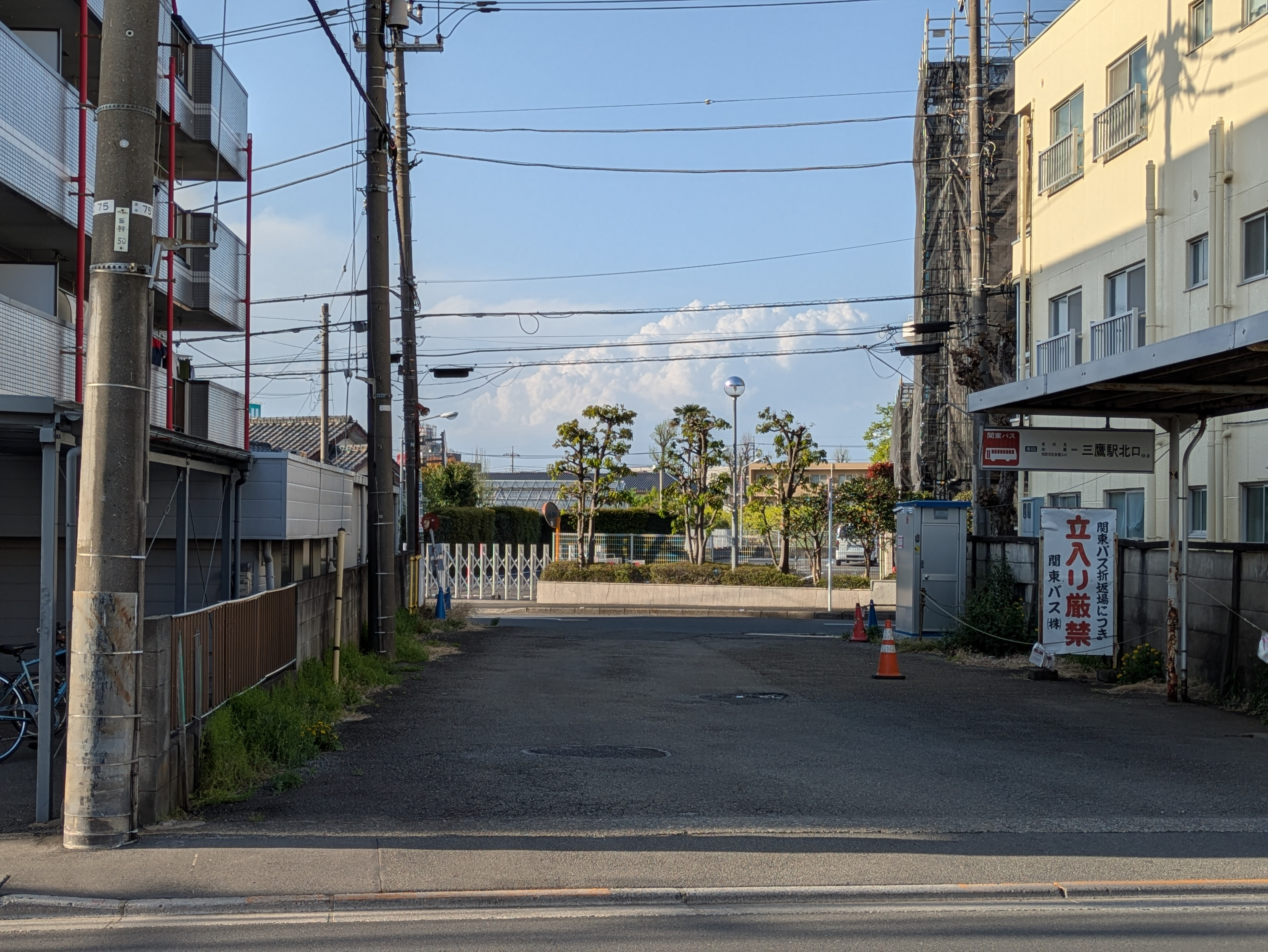
田無橋場バス停

青梅街道上を西武バス吉64系統が吉祥寺駅から花小金井駅を結んでいる。先述の田無橋場停留所からは関東バス鷹03系統が三鷹駅までの路線を運行する。
また、西東京市のコミュニティバスであるはなバス第4ルート（関東バス受託）が町域を運行する。2016年の改編後は北ルート（田無駅を起点に芝久保町五丁目から多摩六都科学館を経由し、小平市境を通り花小金井駅まで）と、南ルート（田無駅を起点に田無庁舎、芝久保一丁目・芝久保運動場、二丁目・三丁目の西武住宅など狭い住宅地の道や青梅街道を経由して花小金井駅まで。過半数の便は芝久保一丁目・芝久保運動場を循環して田無駅に戻る）の2系統が設定されている。この第4ルートは元々1つの路線で、田無駅を起点に芝久保一丁目、芝久保運動場、西武住宅、青梅街道、芝久保四丁目の小平市境を経て芝久保五丁目の多摩六都科学館までを結んでいた。
関東バスの路線には、休日ダイヤに限り東京街道を通り多摩六都科学館まで延伸する鷹04系統があるほか、科学館と武蔵野営業所間の出入庫系統が存在する他、多摩六都科学館から花小金井駅までの関東バス花09・10系統がある。ただ、これら各系統は2020年現在臨時便となっており、通常は運行されていない。科学館と花小金井駅・田無駅との連絡は先述のはなバス第4北ルートが担う形となっている。
かつては都営バス梅70系統が柳沢駅から青梅街道を走り青梅市まで結んでいたが、花小金井駅発着に変更されたため（すなわち西東京市から撤退）、町内を通過しなくなった。

### 道路
- 東京都道5号新宿青梅線（青梅街道・新青梅街道）
- 東京都道132号小川山田無線
- 東京街道

## 施設

### 芝久保町一丁目
- 田無向ケ丘幼稚園
- 芝久保保育園
- 田無芝久保郵便局
- パークウエスト東京（三共田無工場跡）
  - マックスバリュ田無芝久保店

### 芝久保町二丁目
- 西東京中央総合病院
- 芝久保二丁目郵便局
- 田無北芝保育園
- 日本通運田無支社・田無流通センター
- 小宮山印刷田無工場

### 芝久保町三丁目
- 西東京市立芝久保小学校
- 田無いづみ幼稚園

### 芝久保町四丁目
- 田無自動車教習所
- 田無北芝久保郵便局
- 東栄住宅本社
- ヤマト運輸芝久保配送センター

### 芝久保町五丁目
- 西東京市立けやき小学校
- 西東京市立西原保育園・ひよっこ
- 西東京市立芝久保図書館・公民館
- 東京都水道局芝久保浄水場
- 多摩六都科学館
- スカイタワー西東京
- 田無ファミリーランド
- エフエム西東京
- ニトリ田無店